# BCAS3

## وصف
BCAS3‏ (BCAS3, microtubule associated cell migration factor) هوَ بروتين يُشَفر بواسطة جين BCAS3 في الإنسان.

## الوظيفة
يُنظَّم جين BCAS3 بواسطة مستقبلات الإستروجين ألفا (ER-α). يعمل بروتين PELP1 كمنشِّط نسخي لتعبير جين BCAS3 المُستحث بواسطة مستقبلات الإستروجين. بالإضافة إلى ذلك، يمتلك BCAS3 نشاط هيستون أسيتيل ترانسفيراز، ويبدو أنه يعمل كمنشِّط مساعد لمستقبلات الإستروجين ألفا. علاوةً على ذلك، يتطلب BCAS3 من PELP1 العمل كمنشِّط مساعد لمستقبلات الإستروجين ألفا. وبالتالي، يبدو أن BCAS3 يشارك في حلقة ارتجاع إيجابية تؤدي إلى تضخيم الإشارة بوساطة مستقبلات الإستروجين ألفا.